# شارون کانتور
شارون کانتور (عبری: שרון קנטור‎؛ زادهٔ ۲۸ ژانویهٔ ۲۰۰۳) قایقران زن قایق بادبانی اهل اسرائیل است.